# Bediani
Bediani (georgiska: ბედიანი) är en daba (stadsliknande ort) i Georgien. Den ligger i den centrala delen av landet, 50 km väster om huvudstaden Tbilisi. Bediani ligger 880 meter över havet och antalet invånare var 148 år 2014.